# Сборная СССР по регби
Сборная СССР по регби — национальная сборная, представлявшая СССР по регби на международных соревнованиях. Неоднократный призёр чемпионата Европы — розыгрыша Трофея ФИРА. Руководилась Федерацией регби СССР.

## История
Сборная СССР впервые сыграла на турнире газеты «Социалистическая индустрия» как сборная клубов СССР в августе 1974 года. В мае 1975 года Федерация регби СССР была принята в состав Международной федерации любительского регби, и с 1976 года сборная СССР в розыгрыше чемпионата Европы благодаря своим успехам было допущена сразу в турнир команд группы 'Б' (вторая группа).
С 1979 года советская сборная — неизменный участник высшей лиги (группа 'А') чемпионата Европы: пять раз команда брала «серебро» — в 1985—1987, 1989 и 1990 годах; трижды — в 1978, 1981 и 1983 годах — становилась бронзовым призёром.
В 1987 году FIRA допустила сборную СССР к участию в Кубке мира, но руководство страны не разрешило команде выехать на эти соревнования, из-за участия в них сборных команд некоторых стран, встречавшихся со сборной ЮАР и потому что ЮАР продолжала оставаться членом IRB. Сама сборная ЮАР не была допущена до участия в Кубке Мира по регби 1987 года из-за международных санкций.
В 1988 году сборная СССР заняла четвёртое место вслед за командами Новой Зеландии, Аргентины и Франции в первом розыгрыше Кубка Мира среди студентов во Франции.
В декабре 1989 года сборная СССР совершила турне по Англии, в котором выступала в форме с изображением медведя, что перелилось позже в прозвище «Медведи» для сборной России. В 1990 году сборная СССР совершила турне по Австралии, в котором ей оказывал определённую помощь при подготовке к матчам австралийский регбист русского происхождения Джулс Герасимофф, а в 1991 году совершила турне по Новой Зеландии.
После распада СССР в 1992 году была создана Федерация регби России, а сборная провела ещё 4 игры в качестве сборной СНГ.

## Результаты
Итоговые результаты сборной.
| Соперник           | Матчи | Победы | Поражения | Ничьи | Доля побед |
| ------------------ | ----- | ------ | --------- | ----- | ---------- |
| Зимбабве           | 4     | 2      | 2         | 0     | 50 %       |
| Испания            | 6     | 2      | 4         | 0     | 33 %       |
| Италия             | 13    | 9      | 3         | 1     | 69 %       |
| Марокко            | 2     | 2      | 0         | 0     | 100 %      |
| Польша             | 3     | 3      | 0         | 0     | 100 %      |
| Португалия         | 2     | 2      | 0         | 0     | 100 %      |
| Румыния            | 22    | 3      | 18        | 1     | 14 %       |
| Тунис              | 3     | 3      | 0         | 0     | 100 %      |
| США                | 1     | 1      | 0         | 0     | 100 %      |
| Франция (студенты) | 3     | 2      | 1         | 0     | 67 %       |
| ФРГ                | 5     | 4      | 1         | 0     | 80 %       |
| Чехословакия       | 6     | 4      | 2         | 0     | 67 %       |
| Швеция             | 2     | 2      | 0         | 0     | 100 %      |
| Югославия          | 2     | 2      | 0         | 0     | 100 %      |
| Всего              | 74    | 41     | 31        | 2     | 55 %       |

## Известные игроки
Свыше 200 регбистов СССР получили звания мастеров спорта. Среди известных игроков выделяются:
- Евгений Антонов
- Владимир Бобров
- Борис Гаврилов
- Александр Григорьянц
- Ираклий Кизирия
- Андрей Кирпа (призёр чемпионата Европы 1984/1985)[9]
- Игорь Миронов[10]
- Валерий Прошин[11]
- Мурат Уанбаев (будущий президент Федерации регби Казахстана)[12]

## Тренеры
- Евгений Антонов (1974—1981)[13]
- Борис Варакин (1974)[14]
- Игорь Бобков (1981—1988)[15]
- Эдгард Татурян (1988)[16]
- Евгений Антонов (1989)[17]
- Пётр Этко (1985—1989)[18][19]
- Виктор Масюра (1989—1990)[20][21]
- Владимир Грачёв и Пётр Этко (1991)[20]